# Promenons-nous dans les bois (film, 1958)
Pour les articles homonymes, voir Promenons-nous dans les bois.
Pour plus de détails, voir Fiche technique et Distribution.
Promenons-nous dans les bois (titre original : Now, Hare This) est un court métrage d'animation américain de la série Looney Tunes mettant en scène Bugs Bunny, réalisé par Robert McKimson, sorti en 1958.

## Fiche technique
- Dates de sortie :
  -  États-Unis :  31 mai 1958